# Onze-Lieve-Heerkapel (Herne)

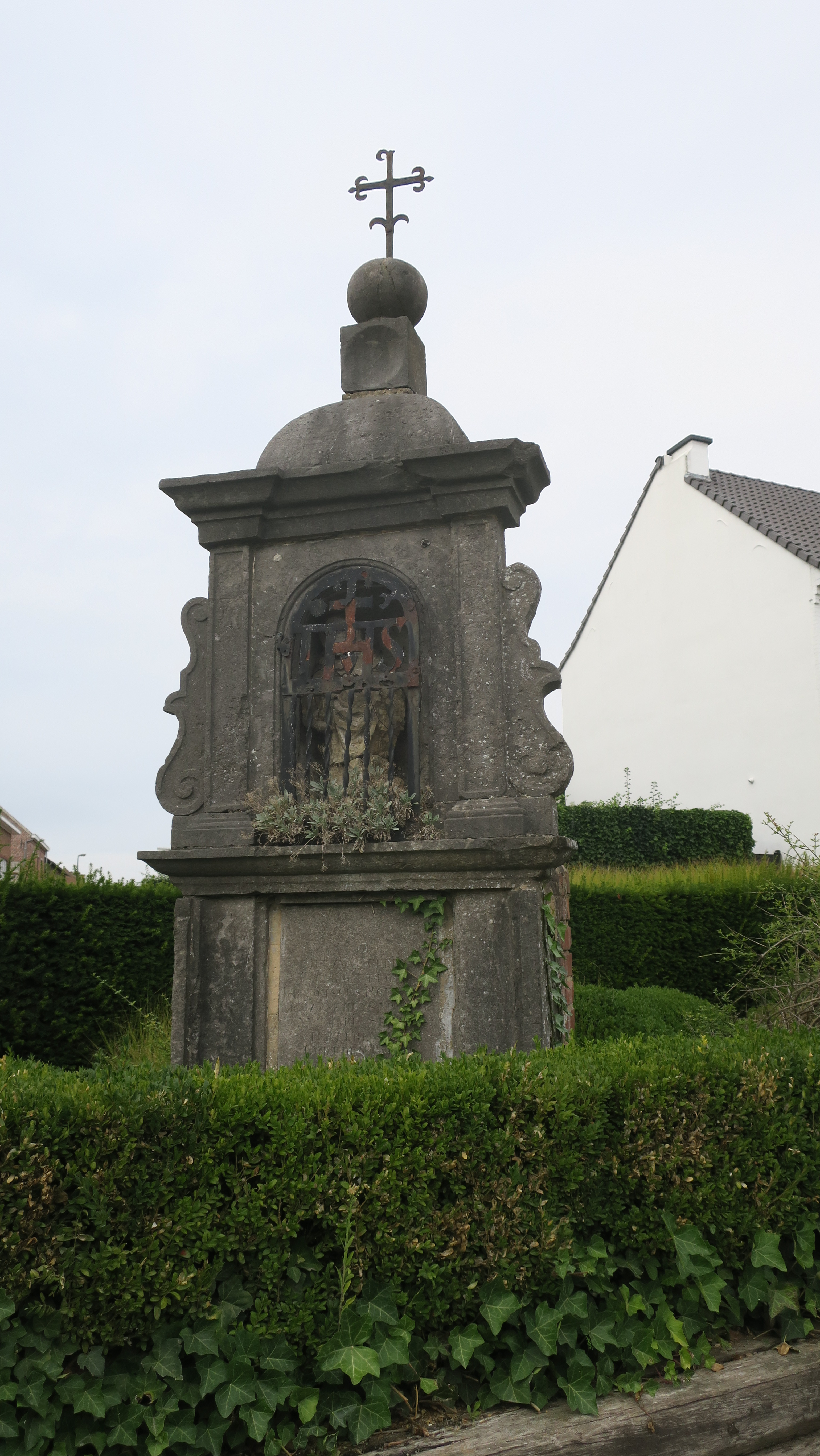
Onze-Lieve-Heerkapel. Foto: Anne-Mie Havermans

De Onze-Lieve-Heerkapel is een pijlerkapel die zich bevindt op de kruising van de Steenweg Asse en de Sint-Nikklaasstraat in Herfelingen, een deelgemeente van de Vlaams-Brabantse gemeente Herne. Sinds september 2009 is de kapel opgenomen in de Inventaris van het Bouwkundig Erfgoed en is na openbaar onderzoek op 8 oktober 2021 definitief vastgesteld als bouwkundig erfgoed.
De kapel werd in 1791 gebouwd door Franciscus Poelaert en zijn vrouw Anna Maria Sermeus. Het opschrift dat zich onder de nis bevindt luidt als volgt:

Dese Capelle is gebouwt door Franciscus Poelaert en zijne huysvrouw Anna Maria Sermeus ter Eeren, van Godt den Vader die ons geschapen heeft Anno 1791

## Architectuur
De kapel is volledig opgetrokken in blauwe hardsteen in classicistische stijl met stijlkenmerken uit de barokarchitectuur. In het midden bevindt zich een rondboognis die is afgesloten met een smeedijzeren hek. In het smeedwerk is het IHS-monogram verwerkt dat verwijst naar Iesus hominum salvator: 'Jezus de redder der mensen'. De nis wordt geflankeerd door pilasters die op hun beurt afgewerkt zijn met vleugelstukken en tezamen een hoofdgestel dragen. Het geheel is bekroond met een renaissancekruis op een wereldbol die op zijn beurt rust op een kubus.
Vroeger was het domein omheind door een hek met tuin.